# Brokedown Palace
Brokedown Palace, amerikansk film från 1999 i regi av Jonathan Kaplan.

## Handling
Barndomsvännerna Alice och Darlene tänker fira sin high school-examen med en resa. Föräldrarna tror att de ska åka till Hawaii, men resmålet är Thailand. Där träffar de Nick, som bjuder på en resa till Hongkong. På flygplatsen kontrolleras deras bagage och tullarna hittar heroin. De döms till 33 års fängelse. Så småningom får de hjälp med att bli frikända, det blir en hård tid där deras vänskap sätts på prov.

## Om filmen
Filmen spelades in mellan den 15 december 1997 och 13 mars 1998 i Bangkok och Manila. Filmen spelades delvis in i Filippinerna på grund av det negativa framställandet av Thailand. Filmen totalförbjöds i Thailand. 
Den hade världspremiär i Kanada och USA den 13 augusti 1999 och svensk premiär den 12 maj 2000. Den svenska åldersgränsen är 11 år.

## Rollista
- Claire Danes - Alice Marano
- Kate Beckinsale - Darlene Davis
- Bill Pullman - Hank Greene
- Jacqueline Kim - Yon Greene
- Lou Diamond Phillips - Roy Knox
- Daniel Lapaine - Nick Parks

## Musik i filmen
- Silence, skriven av Bill Leeb, Rhys Fulber och Sarah McLachlan, framförd av Delerium
- Policeman Skank (The Story of My Life), skriven av Robin File, Sean McCann, Martin Merchant och Robert Maxfield, framförd av Audioweb
- Party's Just Begun, skriven av Nelly Furtado, Gerald Eaton och Brian West, framförd av Nelly Furtado
- Waltz #7 Opus 64 #2, skriven av Frédéric Chopin
- Sunflower, skriven av T. Emery, G. Knowles och M. Morton
- 'Fingers (Original Mix), skriven av F. Shamsher, H. Shamsher och S. Raman, framförd av Joi
- Rock the Casbah, skriven av Joe Strummer, Mick Jones och Topper Headon, framförd av Solar Twins
- Even When I'm Sleeping, skriven av Dean Manning, framförd av Leonardo's Bride
- Leave It Alone (Thai Version), skriven av David Usher, Mark Makowy, Kevin Young, Jeff Pearce och Paul Wilcox, framförd av Moist
- Contradictive, skriven och framförd av Adrian Thaws och Larry Muggerud
- Kickboxing Music, skriven och framförd av Hummie Mann
- Naxalite, skriven av Deeder Saidullah Zaman, Sanjay Gulabbhai Tailor, John Ashok Pandit, Steven Chandra Savale och Aniruddha Das, framförd av Asian Dub Foundation
- Damaged, skriven av Thad Beaty, Matt Bronleewe och Tiffany Arbuckle, framförd av Tiffany Arbuckle
- Deliver Me, skriven av Jon Marsh och Helena Marsh, framförd av Sarah Brightman
- Bangkok (Thai Version), skriven av Paul Robb, framförd av Brother Sun Sister Moon
- The Wind, skriven och framförd av PJ Harvey